# Такмак (жанр)
Такмак (баш. таҡмаҡ; тат. такмак; чув. такмак)— жанр башкирского, татарского и чувашского музыкально-поэтического фольклора.

## История
Образцы такмака впервые записаны в конце XIX века С. Г. Рыбаковым и описаны в книге «Музыка и песни уральских мусульман с очерком их быта». Первые запись на фонограф осуществлены в 1929—1931 годы И. В. Салтыковым. Первые публикации — в книге «Башкорт халк йырдары» («Башкирские народные песни»).
Такмак использовали во время обрядов исцеления, как песенные вставки, в эпосах («Караюрга») и сказках о животных («Дүрт дуҫ» — «Четыре друга»), во время плясок.
Исполняются в сопровождении ударных инструментов, народных музыкальных инструментов (дунгур, дөмбөрҙәк — думбурзяк, шаҡылдаҡ — колотушка), предметов быта (ложка, скалка, ведро, поднос).

## Характеристика жанра
Такмак исполняется в речитативном и песенно-речитативном мелодическом стиле. Поэтические тексты такмака — четверостишия с разделяющимися на двустишия из 8—7 слогов, реже трёхстишия. Текстам соответствуют 2 частные напевы, опирающиеся на ангемитонные звукоряды и имеющие амбитус в пределах октавы, реже — децимы.
Такмаки различаются на восхваляющие («Карабай»), высмеивающие («Сонайым»), такмаки — приглашения на танец («Бейер ул» — «Спляшет он»); по связи с обрядовым или игровым действиями — свадебные («Йыуаса» — «Юаса», «Сыбыртҡылау» — «Ритуальное изгнание гостей») и хороводно игровые («Ай, дубр, дубая», «Аҡ стакан» — «Белый стакан», «Косилка, молотилка», «Сума өйрәк, сума ҡаҙ» — «Ныряет утка, ныряет гусь», «Шэл бэйлэнем» и т. д.).